# Pascale Estellon
Pascale Estellon (née en 1953) est une auteure, éditrice et illustratrice française en littérature jeunesse.

## Biographie
Elle a été élève de École Boulle, où elle a notamment étudié l'architecture d'intérieur. 
Elle a débuté dans l'édition en 1984 avec Mila Éditions. Elle illustre dès 1996. Mais à partir de 2001, elle quitte l'activité éditoriale pour se consacrer uniquement à l'illustration. 
En 2012, elle obtient le Prix Pitchou pour L’Abécédaire . 